# 回復術士的重啟人生
《回復術士的重啟人生》是日本作家月夜淚在成為小說家吧上連載的網路小說，以及其後由KADOKAWA的角川Sneaker文庫出版的輕小說。副標題為「～即死魔法與複製技能的極致回復術～」（〜即死魔法とスキルコピーの超越ヒール〜）。負責文庫版的插畫。故事講述擁有治癒能力、但遭冒險隊伍凌辱虐待的少年少年凱亞爾，因緣際會返回成為【癒】之勇者前的時間點，向曾經加害自己與親友的仇人復仇的經歷。本作在日本電子書平台BOOK☆WALKER舉辦的「新作輕小說總選舉2018」讀者票選活動中獲得第1名。截至2025年1月，累積發行量超過380萬冊。
漫畫版由2017年10月起在《Young Ace》的網路版《Young Ace UP》上連載，由負責作畫。改編電視動畫於2021年1月播放。

## 故事簡介
少年凱亞爾出身平凡，卻極度憧憬著勇者生涯，成年後被【術】之勇者、同時也是王國公主芙列雅承認為【癒】之勇者，於是接受了芙列雅的邀請，踏上了打倒魔王的旅程。不過，凱亞爾不知道的是，其所擁有的能力【回復（Heal）】是在治療對方的同時也會親身感受到對方曾經歷過的種種痛苦與恐怖，面對這種如侵蝕精神般的副作用，沒有經驗的凱亞爾完全承受不了，而個性實為冷酷嗜虐的芙列雅對於凱亞爾的恐懼及哀求不予理會，反變本加厲使用藥物強行控制凱亞爾，將其當成自己冒險隊伍中無限供應的恢復勞動力，甚至是奴隸對待。更殘酷的是，隊伍成員之一的【劍】之勇者布蕾德是個女同性戀者，愛上公主的她看不慣凱亞爾可以接近公主而經常對其施暴、另一名【砲】之勇者布列特則是有特別喜愛美少年癖好的壯漢，將凱亞爾當成發洩肉慾的工具。身心嚴重受創的凱亞爾就在這樣的打擊下，每天渾渾噩噩地行屍走肉，過著生不如死的日子。
就這樣，這支勇者隊伍終於來到了魔王的面前，就在勇者們與魔王激烈交戰受到打擊之際，透過技能【耐藥性】而終於恢復自我的凱亞爾利用【回復】中得到的經驗，成功得到了超人般的身體能力與戰鬥技巧並反噬其他隊友，搶先擊殺魔王、奪取了魔王的心臟「賢者之石」，在芙列雅表明「賢者之石」就是王國統治世界的關鍵後，凱亞爾則拒絕交出「賢者之石」，並利用自己的能力和「賢者之石」成功使時間逆流。當凱亞爾甦醒之時，發現自己已經回到了成為【癒】之勇者前的時間點。為了不再重蹈覆轍過著痛苦的生活，也為了向對自己施予恐怖虐待的三名勇者復仇，保有記憶的凱亞爾就此踏上了重啟的人生。

## 登場角色

### 主要人物
凱亞爾／凱亞爾葛（聲：保住有哉）
本作男主角，擁有治癒能力的【癒】之勇者。故事開始時唯一一個手無寸鐵、只負責治療，在隊伍中地位有如奴隸的人。出身鄉村地區，原本個性善良，父母雙亡後被交由安娜撫養長大，被芙列雅選為冒險隊伍的成員，但由於自身的恢復能力對於已俱備勇者印記的芙列雅等人鮮少派上作用，慘遭芙列雅等人凌虐性侵。因為獲得【耐藥性】而恢復自我後，成功奪取魔王的心臟(賢者之石) 回溯了時間，並在恢復記憶後發誓要對過去自己所受的悲慘遭遇進行復仇，個性變得極端為達目的不擇手段，同時被自己認定為仇人或敵人的對象會毫不留情給予肉體或心靈上殘暴的對待。主要能力是【回復（Heal）】，與透過此能力所衍生出的：可複製目標技能的【模仿】、能將肉體改造成自己所希望的模樣的【改良】、與利用治療效果進行惡性改造使肉體壞滅的【改惡】。從「星之精靈」裡獲得能夠洞悉一切的眼睛【翡翠眼】，為了盡快獲得技能【耐藥性】而不斷進食毒藥。為了躲避王國的追緝而在平時都使用「凱亞爾葛」的名字行動。後從神鳥獲得能透視未來的【刻視眼】，獲得哈克奧的技能【獸化】。
故事後期向吉歐拉爾王復仇，決定重建新的吉歐拉爾王國，之後接受了布列特的戰帖後參與格蘭茲巴赫帝國的多國會談，靠著艾蓮的策略壓迫敵國引渡布列特，但布列特掀牌造反，被布列特用賢者之石將格蘭茲巴赫帝國的高層怪物化後襲擊，他與芙蕾雅等人最終救出了安利塔王國的卡斯塔王子後從布列特的圈套下成功撤退，之後靠著艾蓮與卡斯塔的雙人智謀成功反殺格蘭茲巴赫帝國的怪物大軍。
與布列特的最終對決中，找出了反敗的可能性，以最大魔力輸出的【回復（Heal）】演化為時間系技能，能設定並回溯指定對象的時間，將布列特肉體回溯於20年前的少年時期，使之失去全部的力量後戰勝了布列特，並將其以最嚴謹的方式拘束俘虜。
最終決定與艾蓮布局對吉歐拉爾王國進行政變，實質上是為了解決政治問題且避免戰爭而更換國名，重新建立了新生王國「帕那刻亞」，成為了該國的國王。
凱亞菈（聲：日笠陽子）
利用能力把自己變成女性外貌的凱亞爾，但下半身還是男性的型態。
芙列雅·艾爾格蘭帝·吉歐拉爾／芙蕾雅（聲：澀谷彩乃）
【術】之勇者。吉歐拉爾的第一王女，諾倫的姊姊。有著桃色長髮的美女，巨乳，故事開始時有著表裡兩種性格，表面給人光明有禮的印象，內在腹黑扭曲且嗜虐。喜歡沙拉、海鮮等清爽食物。使用著神裝武具·神杖瓦納爾甘德。
在第二輪的世界中，仍然認為身為【癒】之勇者的凱亞爾是個廢物，並對他施暴、下藥甚至容許他人向他進行性侵。之後被回復清醒並入侵至寢室的凱亞爾以技能弱化，繼而被他強暴，最終被消除記憶、改變容貌及植入虛假記憶，更名為「芙蕾雅」並成為他的隨從。
故事後期被凱亞爾恢復成芙列雅的容貌回歸，且在凱亞爾的催化下親手弒父，並號召國民協助重建吉歐拉爾王國。
剎那（聲：石上靜香）
亞人。冰狼族的少女戰士，喜歡肉類。擁有冰的技能。因為天生等級上限過低，而從備受期望的天才淪為族中的吊車尾。只能負責巡邏，被人類抓住後賣為奴隸。於此時罹患怪病，被需要前衛擔當肉盾的凱亞爾看上其不屈的精神及與自己身世的相似而買下，為了向叛徒與人類復仇而自願與凱亞爾交合，剎那抓住了未來。復仇成功後向凱亞爾坦白真名，從此追隨凱亞爾成為其隨從及伴侶之一，是凱亞爾的異性伴侶中少數沒被洗腦清除記憶的人。
克蕾赫·葛萊列特（聲：相川奈都姬）
單論劍術還在【劍】之勇者之上的女劍聖，異名【劍聖】，三英雄之一，布蕾德死後，因布列特的密函與凱亞爾解密該密函而成功使她通過考驗，成為新的【劍】之勇者。
是凱亞爾初次使用【回復】治療的對象，個性容易過度較真且想法偏激。出身世代精通劍術、會為延續純種血脈而近親通婚的葛萊列特家族，自幼被視為家族裡難得一遇的天才和接受嚴酷的訓練，但在和高階魔族交手的過程中失去右臂，透過安排獲凱亞爾治療重獲右臂。後來在凱亞爾利用葛萊列特家族劍術擊敗王國追兵時奉命追捕他，不但遭對方使用高濃度媚藥影響意識而露出破綻，還被凱亞爾趁機用【改良】技能灌輸進腦裡的王國殘虐行徑嚇暈。事後被凱亞爾和短暫換回原本容貌的芙列雅哄騙而相信凱亞爾，受媚藥和催眠魔法影響與之性交。自此喜歡上凱亞爾，在與其親熱時會受到剎那及芙蕾雅的妒忌。在凱亞爾一行前往布拉尼可期間留在王都蒐集情報。
夏娃·莉絲（聲：高森奈津美）
黑翼族，屬於魔族，個性不擅隱瞞事物。時間回溯前的魔王。時間回溯後尚未成為魔王，加入凱亞爾的隊伍成為其戀人，在凱亞爾等級擊敗哈克奧後成為繼任魔王，允許星兔族移民入境。
諾倫·克菈塔莉莎·吉歐拉爾／艾蓮（聲：津田美波）
吉歐拉爾的第二王女，芙列雅的妹妹。喜歡品酒和稀奇的食物。自幼因為不具備魔術才能，為博取姊姊認同而精修軍事謀略，反被芙列雅特意疏遠。極端迷戀姊姊，殘暴程度較芙列雅過之無不及，為求達到目的可不計較犧牲，甚至使用卑劣的軍事謀略也在所不惜。同時是率領手下襲擊凱亞爾的故鄉、害死卡爾曼和安娜的罪魁禍首。被凱亞爾稱為「這個世間所有的邪惡所滙聚成的人形生物」。後來在偕同「鷹眼」特利斯德·奧爾岡和變裝成衛兵的凱亞爾搭乘馬車期間，遭凱亞爾暗算重傷，在地下室被凱亞爾和服用發情藥的芙列雅輪流侵犯，失去身為公主的記憶被洗腦成凱亞爾的妹妹「艾蓮」，運用其軍事策略幫助凱亞爾。
故事後期被凱亞爾指派擔任新的吉歐拉爾王國統治者，重建吉歐拉爾王國，為了幫助凱亞爾討伐布雷特，啟用了王國諜報部，成功組裝且找回了自己「諾倫」的原人格，回復人格的她不但沒有憎恨凱亞爾，反而更喜歡現在的自己，且更加喜歡凱亞爾。
紅蓮（聲：尾崎由香〔廣播劇CD〕）
為了對抗魔王而誕生的神獸，原型是狐狸，人形則是有著獸耳和尾巴的狐狸少女。個性自我中心但精明能幹，一旦被誇獎容易得意忘形。有懼高症。
她曾一度對於凱亞爾幫她按摩的手法上癮，凱亞爾以此為餌慢慢引她上鉤後發生了性關係，促使她意外產出了神裝武具的原材料「神之淚」。

### 勇者
本作的世界觀中勇者最多只能有10人，一但勇者死亡就會有新的勇者來遞補空缺，且勇者沒有等級的上限，同時可透過體液的傳達來解放他人等級上限，本作已知登場的勇者如下：
布蕾德（聲：藤田麻美）
時任【劍】之勇者，使用著神裝武具·神劍拉格納洛克。金髮碧眼、肉體結實的男裝美女，崇拜著芙列雅，討厭男性。實際是本性嗜虐的女同性戀，經常玩弄甚至在過程中殺害其他頗有姿色的女性。由於神裝武具的影響，擁有異於常人的回復能力和破壞力。
在第一輪的世界中，布蕾德一方面嫉妒芙列雅調戲凱亞爾，另一方面又十分喜愛凱亞爾長得猶如少女般的長相，因此經常對他施行激烈的性虐待，又會強迫他穿上女裝。
在第二輪的世界中，布蕾德與諾倫等人前往城鎮布拉尼可，期間遇上身穿女裝化名為「凱亞菈」的凱亞爾，並利用春藥試圖侵犯他。然而上床時卻因觸摸其下體意外發現「凱亞菈」的男性身分而錯愕之餘被凱亞爾趁隙以毒素弱化，被迫與三名均被注射藥劑放大食慾及性慾的男性性交，加著親眼目睹凱亞爾變成公主的面貌，導致精神完全崩潰，最終被三名男性吃掉慘死。
布蕾德死後，凱亞爾取走她的神裝武具為己用，同時透過讀取她的記憶得知王國的陰謀。其後通過考驗的克蕾赫則正式取代布蕾德成為繼任【劍】之勇者。
布列特·哈蘭修特（聲：稻田徹）
【砲】之勇者。體格高壯的褐色圆眼镜光头巨漢，其實是喜歡玩弄美少年的男同性戀，是克蕾赫已故父親亞瑟的昔日戰友。使用著神裝武具·神砲塔斯拉姆。平常以神父的身份守護教會和經營孤兒院，背地裡物色調教甚至殺害相貌出色的孤兒美少年作為收藏品，之前是諜報機關出身，因此擁有不依賴王國的情報網，而「事前準備」與「情報蒐集」等能力在虐待凱亞爾的過程中也有傳授於他，於諜報戰中算是凱亞爾的老師，在各種意義上是真正的「最強勇者」。
在第一輪的世界中，數度侵犯凱亞爾，和布蕾德死於成為魔王的夏娃手裡。
在第二輪的世界中，曾因刺殺國王未遂，一度自殺，之後被國王改造成為不死之身，在芙列雅、布蕾德、特利斯德、諾倫接連敗給凱亞爾後，被國王掌握其把柄奉命追殺凱亞爾，致信給克蕾赫告知國王和魔王勾結的訊息，但被凱亞爾得知信件內容和識破布列特和國王的計謀。現身警告凱亞爾吉歐拉爾王的陰謀，趁著凱亞爾等人擊敗哈克奧的空檔奪去「賢者之石」；吉歐拉爾王死亡之後離開了王國，因為「賢者之石」的緣故而免於死亡，並利用輿論操作將凱亞爾等人抹黑為世界公敵，藉此慫恿其他大國對吉歐拉爾王國出兵並且引發戰爭。
最後與凱亞爾展開最終決戰時，被凱亞爾找出了真正的破解之法後，身體被凱亞爾【回復】（時間回溯）至少年時期的肉身，徹底失去了所有的力量而戰敗。
特利斯德·奧爾岡（聲：置鮎龍太郎）
異名為【鷹眼】，三英雄之一。其強大至連凱亞爾都表示為最不想單挑的對象之一，擁有超乎常人的敏銳洞察力和精準的箭術，零距離近身戰時為暗器高手。後來在偕同諾倫、變裝成衛兵的凱亞爾搭乘馬車期間，識破凱亞爾的偽裝並與之一戰，但雙方戰鬥至膠著狀態，直到遭凱亞爾暗算中了對方的遠距離版【改惡】而敗北，最終含笑而死;在動畫中，雙方被改為在王城內戰鬥，一樣死於凱亞爾手中。
特利斯德過世後，其女兒和凱亞爾等人對峙試圖為他復仇，但反遭凱亞爾當著部下的面前被侵犯後丟給失去理智的部下輪姦，生死未卜。
【斧】之勇者
劇情後期登場，使用長柄槍斧當武器，有著和魁武上半身不符俊美容貌的青年。挑戰吉歐拉爾王敗北後，被女王運用黑色瘴氣維持人形，以活死人的型態和凱亞爾等人對決敗北，感謝凱亞爾讓他解脫和道出「女王」為幕後主使後消逝殆盡。
雷斯托爾·斯托萊夫
劇情後期登場，【槍】之勇者，使用矮人族首席鍛造師打造的魔槍械當武器。在凱亞爾入侵吉歐拉爾王城期間，和凱亞爾等人對決，最終被凱亞爾趁隙用咬在嘴上的劍劃破頸部而死，凱亞爾對其獻上敬意和掠奪其【加速】。是劇裡少數被凱亞爾認可的勇者之一。
【矛】之勇者
劇情後期登場，使用長矛當武器的少女。在凱亞爾入侵吉歐拉爾王城期間，和凱亞爾等人對決，在雷斯托爾死去後被凱亞爾運用「超感覺」、「翡翠眼」、「刻視眼」和附加【改惡】瞄準頭部狙擊，在肌肉扭曲的狀況被凱亞爾斬首而死，所持有的神裝武具則落入凱亞爾手上。
【槌】之勇者
劇情後期登場，使用能在擊中目標瞬間釋放強大衝擊破壞週圍事物的巨型戰槌當武器，為人自大好戰，熱衷欺虐弱者。偕同聯軍討伐凱亞爾等人，落入諾倫的圈套被引至峽谷地形，其持強欺弱和傲慢殘酷的作風令凱亞爾感到不齒，最終在準備將【鞭】之勇者當成盾牌抵擋凱亞爾的時候，被凱亞爾在隔著【鞭】之勇者身軀的狀態施展【改惡】殺死。
【鞭】之勇者
劇情後期登場，使用能分裂成多股的長鞭當武器的女性，為人冷酷高傲。偕同聯軍討伐凱亞爾等人，落入諾倫的圈套被引至峽谷地形，被克蕾赫和剎那聯手重創並遭【槌】之勇者當成盾牌抵擋凱亞爾的【改惡】，但被凱亞爾放過性命返回本營。

### 魔族
卡爾曼（聲：土田玲央）
凱亞爾在布拉尼克認識的魔族商人，為人和善親切，熱愛人類，和凱亞爾成為好友。夢想未來前往更大的人類城鎮開店，結果還未能實現夢想，便死於諾倫引發的戰爭，成為凱亞爾向諾倫復仇的其中一條導火線。
尼爾森
凱亞爾偶遇的星兔族男子，試圖和緹爾追殺凱亞爾未遂，被凱亞爾使出劍聖職階的招式「斬月」斬首。
緹爾
凱亞爾偶遇的星兔族女子，試圖和尼爾森追殺凱亞爾未遂，被凱亞爾以帶毒小刀擊中後帶往空屋侵犯拷問，透露星兔族和魔王之間的情報，之後滅口。
加洛爾
星兔族族長，原本試圖除掉凱亞爾，委託凱亞爾治療女兒拉碧絲後，抱持犧牲自己的覺悟，為表感謝將星兔族能增強腳力的寶物「星之淚」交給凱亞爾，將拉碧絲託付給他，號召在場種族們對抗魔王並逮住協助魔王的內奸。戰後原本被囚禁監獄中，想依照同盟協議被處決贖罪，但被凱亞爾說服擔任輔佐夏娃，透過凱亞爾的協助改變容貌和捨棄名字後，由凱亞爾將易容成加洛爾的魔王基層人員掉包安置在牢裡。
拉碧絲
加洛爾的女兒，曾受精英教育的星兔族少女。由於長期被魔王的手下投毒導致身體雙眼失明和全身肌膚潰爛，被凱亞爾被治好外觀和藥物成癮的症狀（但被刻意留下部分毒素，以便凱亞爾製作抗體）後，向父親替凱亞爾美言，同時對凱亞爾產生好感。哈克奧敗北後獻身給凱亞爾，透過凱亞爾居中協助成為夏娃的護衛。
哈克奧
第二輪世界的魔王，人首獅身的王獸族人，擁有足以擋下克蕾赫斬擊的堅硬皮毛和腐蝕所觸事物的黑爪。原本個性溫柔懦弱，為保護族人接受黑神的力量成為魔王，導致個性變得殘暴。被夏娃召喚神鳥施展死亡之雪降下疾病消滅過半的軍力和人民後，對抗凱亞爾一行人，重創克蕾赫和剎那，先後遭芙列雅釋放火球重度灼傷右手和被凱亞爾用【改惡】削弱後轉化成第二型態，最終敗給凱亞爾一行人，感謝凱亞爾讓他解脫後逝世，死前被凱亞爾讀取片段情報，並得知了黑神的存在。
約那
夏娃於第二輪世界成為繼任魔王後的紅龍族龍騎士。
伊納巴
夏娃於第二輪世界成為繼任魔王後的紅龍族龍騎士。過去因為作戰導致右肩殘留重傷行動不便，後來透過凱亞爾協助治好舊傷，幫助凱亞爾等人前往布拉尼克

### 其他
安娜（聲：西明日香）
將失去父母的凱亞爾扶養長大的溫柔女性，已是人妻。是凱亞爾最後的良心所在。丈夫不但被王國士兵殺死，甚至自己被芙列雅公主的近衛騎士隊長及其男性隊員連續性侵凌辱，不堪受辱後咬舌自盡。後揭露諾倫其實是造成此次悲劇事件的始作俑者。
雷納德（聲：内匠靖明、秋山繪理（女性樣貌））
芙列雅公主的近衛騎士隊長，為人粗魯殘暴，經常把凱亞爾當出氣筒辱罵凌虐。後因敗給重生後的凱亞爾，並且被他改造容貌當成凱亞爾的替身押入大牢，並且以自己的身份攻擊芙列雅公主差點被當成叛徒處決，因此對凱亞爾產生極大的憎恨，搓瞎自己一隻眼睛發誓自己一定要虐殺凱亞爾。後因攻擊了凱亞爾的家鄉，並侵犯凌虐了安娜，導致其自殺，因而激怒了凱亞爾。先後被凱亞爾以毒氣弱化活捉，並變成女性的面貌，被迫與被注射藥劑的部下們性交，最終被凱亞爾縱火活活燒死。
約翰（聲：新川麗）
諾倫的專屬奴隸，肌肉強壯，每當諾倫生氣的時候都很常拿他來發洩，具備強烈的受虐癖。
黑神
賜與魔王力量的存在，接受其力量成為魔王者會變得殘暴失去自我，其正體不明。
亞孚魯·雷阿爾·拉納斯塔
拉納斯塔的領主，集結國家、城鎮和村莊組成反抗組織。一眼認出了被凱亞爾運用魔法易容的芙列亞和克蕾赫，在自家宅邸款待凱亞爾等人。透過凱亞爾得知吉歐拉爾王的陰謀，懇求凱亞爾協助對抗吉歐拉爾王。
黑色無臉怪
被賦予了黑暗力量的人類身上力量集合體，擁有再生能力和學習敵方技能的能力。在凱亞爾等人入侵吉歐拉爾王城期間重創芙列雅和剎那，欲對克蕾赫下手時被凱亞爾及時制止，因為實力過於強大，迫使凱亞爾使用從某位賢者習得的提煉魔力技巧提升超越極限的魔力，最終遭凱亞爾施展五級冰凍魔法【永久凍土】和紅蓮的【神炎暴烈】擊中消逝。
普洛姆·吉歐拉爾（聲：土師孝也）
吉歐拉爾第32代國王，芙列雅和諾倫的父親，一切悲劇的始作俑者。為人城府極深且不擇手段，是位威嚴的暴君。為了擁有過人力量不惜透過接觸黑色瘴氣變成非人之身。在凱亞爾等人入侵吉歐拉爾王城期間，試圖要招降凱亞爾成為左右手，被凱亞爾拒絕後試圖除掉一行人，但被透過觀察紅蓮淨化之焰獲得靈感的凱亞爾逮到機會使用【恢復】，被短暫重生為勇者的凱亞爾用【恢復】除去身上的黑暗之力，恢復成人類之身，被轉化成黑騎士的人們隨之死去，連同王城裡被黑暗瘴氣的人們也恢復成人類。事後被凱亞爾和諾倫當成戰犯，與其他造成國家威的貴族們被捆綁著裸體示眾投石羞辱，被迫觀賞凱亞爾和芙列雅發生性關係的情境後，遭處於「芙蕾雅」人格狀態的芙列雅持刀刺中心臟而死，被凱亞爾安排將其屍首斬首示眾。

## 網路連載
在成為小說家吧連載時期就有不少殘酷獵奇、異常性癖等過激內容的描述，並曾獲得該網站的單日、單週、單月排行的第一名。在作者的作品中是唯一一個沒有在故事初期就讓狐耳角色登場的作品，作者表示原因是「不想讓狐耳少女遭受殘酷的待遇」。2019年12月4日，作者宣布為避免網站戶口因色情內容而遭到撤銷，所以先將網絡版刪除，並打算在將來上傳沒有色情內容的修正版。

## 出版書籍

### 輕小說
| 冊數 | KADOKAWA      | KADOKAWA                                                | 台灣角川      | 台灣角川               |
| 冊數 | 發售日期      | ISBN                                                    | 發售日期      | ISBN                   |
| ---- | ------------- | ------------------------------------------------------- | ------------- | ---------------------- |
| 1    | 2017年6月30日 | ISBN 978-4-04-105680-6                                  | 2018年4月11日 | ISBN 978-957-564-124-5 |
| 2    | 2017年12月1日 | ISBN 978-4-04-105681-3                                  | 2018年11月5日 | ISBN 978-957-564-544-1 |
| 3    | 2018年4月1日  | ISBN 978-4-04-106524-2                                  | 2019年2月26日 | ISBN 978-957-564-734-6 |
| 4    | 2018年9月1日  | ISBN 978-4-04-106521-1                                  | 2019年8月1日  | ISBN 978-957-743-155-4 |
| 5    | 2019年2月1日  | ISBN 978-4-04-107559-3 ISBN 978-4-04-107558-6（特裝版） | 2020年8月5日  | ISBN 978-957-743-929-1 |
| 6    | 2019年7月1日  | ISBN 978-4-04-107560-9                                  | 2020年11月4日 | ISBN 978-986-524-064-6 |
| 7    | 2019年12月1日 | ISBN 978-4-04-107561-6                                  | 2021年3月24日 | ISBN 978-986-524-318-0 |
| 8    | 2020年7月1日0 | ISBN 978-4-04-109658-1                                  | 2021年10月6日 | ISBN 978-986-524-888-8 |
| 9    | 2021年1月1日  | ISBN 978-4-04-109662-8                                  | 2022年6月9日  | ISBN 978-626-321-523-8 |
| 10   | 2024年3月29日 | ISBN 978-4-04-109663-5                                  |               |                        |

### 漫畫
| 冊數 | KADOKAWA       | KADOKAWA                | 台灣角川      | 台灣角川               |
| 冊數 | 發售日期       | ISBN                    | 發售日期      | ISBN                   |
| ---- | -------------- | ----------------------- | ------------- | ---------------------- |
| 1    | 2018年3月31日  | ISBN 978-4-04-106838-0  | 2019年12月4日 | ISBN 978-957-743-419-7 |
| 2    | 2018年9月4日   | ISBN 978-4-04-107292-9  | 2019年12月4日 | ISBN 978-957-743-420-3 |
| 3    | 2019年2月4日   | ISBN 978-4-04-107-730-6 | 2020年7月8日  | ISBN 978-957-743-853-9 |
| 4    | 2019年7月4日   | ISBN 978-4-04-108358-1  | 2020年7月8日  | ISBN 978-957-743-854-6 |
| 5    | 2019年12月4日  | ISBN 978-4-04-108359-8  | 2021年3月24日 | ISBN 978-986-524-323-4 |
| 6    | 2020年5月2日   | ISBN 978-4-04-109347-4  | 2022年4月14日 | ISBN 978-626-321-362-3 |
| 7    | 2020年10月10日 | ISBN 978-4-04-109350-4  | 2022年4月14日 | ISBN 978-626-321-363-0 |
| 8    | 2021年2月10日  | ISBN 978-4-04-109352-8  | 2022年4月14日 | ISBN 978-626-321-364-7 |
| 9    | 2021年8月10日  | ISBN 978-4-04-111575-6  | 2023年2月16日 | ISBN 978-626-352-244-2 |
| 10   | 2022年2月10日  | ISBN 978-4-04-111579-4  | 2023年2月16日 | ISBN 978-626-352-245-9 |
| 11   | 2022年8月10日  | ISBN 978-4-04-112627-1  | 2023年8月24日 | ISBN 978-626-352-791-1 |
| 12   | 2023年2月10日  | ISBN 978-4-04-113257-9  | 2024年3月14日 | ISBN 978-626-378-646-2 |
| 13   | 2023年8月10日  | ISBN 978-4-04-113906-6  | 2024年8月9日  | ISBN 978-626-400-389-6 |
| 14   | 2024年2月9日   | ISBN 978-4-04-114516-6  | 2025年2月13日 | ISBN 978-626-415-288-4 |
| 15   | 2024年8月9日   | ISBN 978-4-04-115171-6  |               |                        |
| 16   | 2025年1月10日  | ISBN 978-4-04-115684-1  |               |                        |

## 電視動畫
2019年11月21日，宣布將會改編為電視動畫的消息，以及主要製作人員名單，包括動畫製作公司TNK、導演朝岡卓矢、系列構成兼編劇筆安一幸，和負責人物設定的後藤潤二。原作者月夜淚會監修全部集數。2020年6月15日，宣布電視動畫將於2021年播映，並公開主要聲優陣容，以及預告視覺圖。主要角色的聲優沿用廣播劇CD的陣容。
導演朝岡卓矢表示，由於故事內容有很多色情和暴力的元素，讓他於製作初期時在拿掐尺度上遇上很大的難關。
動畫播放分為規制聲音和畫面的「TV放送ver.」、僅規制畫面的「重啟ver.」和無修正的「完全《回復》ver.」三種版本

### 主題曲
片頭曲
填詞：畑亞貴，編曲：菊田大介，作曲、主唱：栗林美奈實
片尾曲
填詞、作曲：Q-MHz，編曲：Q-MHz、eba、主唱：ARCANA PROJECT

### 各話列表
| 話數     | 日文標題 | 中文標題                           | 劇本     | 分鏡              | 演出              | 作畫監督                                                                     | 首播日期 （2021年） | 小說卷數 |
| -------- | -------- | ---------------------------------- | -------- | ----------------- | ----------------- | ---------------------------------------------------------------------------- | ------------------- | -------- |
| 第一話   |          | 回復術士重啟人生！                 | 筆安一幸 | 朝岡卓矢 田中良   | 長濱亘彥          | 石動仁、大野勉 神田岳、後藤潤二 齊藤香織、齊藤佳子 清水勝祐、渡邊遙          | 1月13日             | 第1卷    |
| 第二話   |          | 回復術士玩壞芙列雅公主！           | 筆安一幸 | 朝岡卓矢          | 朝岡卓矢          | 大野勉、神田岳 北島勇樹、後藤潤二 齊藤佳子、渡邊遙                           | 1月20日             | 第1卷    |
| 第三話   |          | 回復術士購買奴隸！                 | 筆安一幸 | 西島克彦          | 嵯峨敏            | 手島典子                                                                     | 1月27日             | 第1卷    |
| 第四話   |          | 回復術士得到剎那！                 | 筆安一幸 | 柳澤哲也          | 清水明            | 篠原健二、服部憲知 吉田肇、島田英明                                          | 2月3日              | 第1卷    |
| 第五話   |          | 回復術士發現新的玩具！             | 筆安一幸 | 大畑晃一          | 藏本穗高          | 石動仁、大野勉 神田岳、後藤潤二 齊藤香織、齊藤佳子 清水勝祐、渡邊遙 佐藤敏明 | 2月10日             | 第2卷    |
| 第六話   |          | 回復術士血淚成河！                 | 筆安一幸 | 柳澤哲也          | 大久保亮          | 大野勉、神田岳 後藤潤二、齊藤香織 齊藤佳子、清水勝祐 渡邊遙                  | 2月17日             | 第2卷    |
| 第七話   |          | 回復術士執行正義！                 | 筆安一幸 | 大畑晃一          | 倉谷涼一          | 石動仁、大野勉 神田岳、後藤潤二 齊藤香織、齊藤佳子 清水勝祐、渡邊遙 Revival  | 2月24日             | 第2卷    |
| 第八話   |          | 回復術士與魔王相遇！               | 筆安一幸 | 西島克彦          | 吉本欣司          | 岩崎令奈                                                                     | 3月3日              | 第3卷    |
| 第九話   |          | 回復術士宣洩食物引起的仇恨！       | 筆安一幸 | 柳澤哲也          | 嵯峨敏            | 手島典子                                                                     | 3月10日             | 第3卷    |
| 第十話   |          | 回復術士成為惹人憐愛的一朵花！     | 筆安一幸 | 倉谷涼一          | 石倉賢一          | 日根野優子、志賀道憲 服部憲知、吉田肇 島田英明                               | 3月17日             | 第3卷    |
| 第十一話 |          | 回復術士對諾倫公主的暴行感到痛心！ | 筆安一幸 | 大畑晃一          | 吉田俊司          | 石動仁、大野勉 神田岳、後藤潤二 齊藤香織、齊藤佳子 清水勝祐、渡邊遙          | 3月24日             | 第3卷    |
| 第十二話 |          | 回復術士踏上新的旅程！             | 筆安一幸 | 西島克彦 朝岡卓矢 | 朝岡卓矢 大久保亮 | 貓田犬郎、後藤潤二 齊藤佳子、清水勝祐 神田岳、大野勉 石動仁、渡邊遙          | 3月31日             | 第3卷    |

### 藍光、DVD
| 卷數 | 發售日期      | 收錄話數      | 規格編號   | 規格編號   |
| 卷數 | 發售日期      | 收錄話數      | 藍光版     | DVD版      |
| 日本 | 日本          | 日本          | 日本       | 日本       |
| ---- | ------------- | ------------- | ---------- | ---------- |
| 1    | 2021年3月24日 | 第1話－第4話  | ZMXZ-14661 | ZMBZ-14671 |
| 2    | 2021年4月28日 | 第5話－第8話  | ZMXZ-14662 | ZMBZ-14672 |
| 3    | 2021年5月26日 | 第9話－第12話 | ZMXZ-14663 | ZMBZ-14673 |

## 資料來源
1. ↑  . BOOK☆WALKER.   [2020-09-30]. （原始内容存档于2019-05-05） （日语）.
2. ↑  . KADOKAWA.   [2025-01-10]. （原始内容存档于2025-01-18） （日语）.
3. ↑  . Natalie. 2017-10-24  [2020-09-30]. （原始内容存档于2019-05-20） （日语）.
4. ↑  . ComicWalker.   [2018-05-27]. （原始内容存档于2018-05-26） （日语）.
5. ↑  月夜淚. . 成為小說家吧. 2017-01-16  [2018-05-24] （日语）.
6. ↑  月夜淚. . 成為小說家吧. 2019-12-04  [2020-10-01] （日语）.
7. ↑  . 角川Sneaker文庫. 角川書店.   [2022-05-21]. （原始内容存档于2021-01-23） （日语）.
8. ↑  . 角川Sneaker文庫. 角川書店.   [2022-05-21]. （原始内容存档于2021-01-22） （日语）.
9. ↑  . 角川Sneaker文庫. 角川書店.   [2022-05-21]. （原始内容存档于2021-01-16） （日语）.
10. ↑  . 角川Sneaker文庫. 角川書店.   [2022-05-21]. （原始内容存档于2021-03-01） （日语）.
11. ↑  . 角川Sneaker文庫. 角川書店.   [2022-05-21]. （原始内容存档于2021-01-22） （日语）.
12. ↑  . 台灣角川.   [2020-09-30]. （原始内容存档于2021-10-24）.
13. ↑  . 角川Sneaker文庫. 角川書店.   [2022-05-21]. （原始内容存档于2021-01-22） （日语）.
14. ↑  . 台灣角川.   [2020-10-23]. （原始内容存档于2020-10-26）.
15. ↑  . 角川Sneaker文庫. 角川書店.   [2022-05-21]. （原始内容存档于2021-01-20） （日语）.
16. ↑  . 台灣角川.   [2022-08-21]. （原始内容存档于2022-06-14）.
17. ↑  . 角川Sneaker文庫. 角川書店.   [2022-05-21]. （原始内容存档于2021-01-16） （日语）.
18. ↑  . 台灣角川.   [2022-08-21]. （原始内容存档于2022-08-21）.
19. ↑  . 角川Sneaker文庫. 角川書店.   [2022-05-21]. （原始内容存档于2021-01-22） （日语）.
20. ↑  . 台灣角川.   [2022-08-21]. （原始内容存档于2022-06-14）.
21. ↑  . Young Ace Up. 角川書店.   [2022-05-21]. （原始内容存档于2021-01-13） （日语）.
22. ↑  . Young Ace Up. 角川書店.   [2022-05-21]. （原始内容存档于2021-01-21） （日语）.
23. ↑  . Young Ace Up. 角川書店.   [2022-05-21]. （原始内容存档于2021-01-22） （日语）.
24. ↑  . 台灣角川.   [2020-09-30]. （原始内容存档于2021-10-24）.
25. ↑  . 台灣角川.   [2020-09-30]. （原始内容存档于2020-10-01）.
26. ↑  . Young Ace Up. 角川書店.   [2022-05-21]. （原始内容存档于2021-01-24） （日语）.
27. ↑  . Young Ace Up. 角川書店.   [2022-05-21]. （原始内容存档于2021-01-28） （日语）.
28. ↑  . Young Ace Up. 角川書店.   [2022-05-21]. （原始内容存档于2021-01-28） （日语）.
29. ↑  . Young Ace Up. 角川書店.   [2022-05-21]. （原始内容存档于2020-11-09） （日语）.
30. ↑  . Young Ace Up. 角川書店.   [2022-05-21]. （原始内容存档于2022-02-18） （日语）.
31. ↑  . Young Ace Up. 角川書店.   [2022-05-21]. （原始内容存档于2022-02-18） （日语）.
32. ↑  . Young Ace Up. 角川書店.   [2022-05-21]. （原始内容存档于2022-02-17） （日语）.
33. ↑  . 台灣角川.   [2025-01-26] （中文（繁體））.
34. ↑  . animate Times. 2020-06-15  [2020-09-30]. （原始内容存档于2020-09-23） （日语）.
35. 1 2  . Natalie. 2020-06-15  [2020-09-30]. （原始内容存档于2020-07-20） （日语）.
36. ↑  . 電視動畫《回復術士的重啟人生》官網.   [2022-05-21]. （原始内容存档于2021-12-10） （日语）.

## 外部連結
- 小說文庫版官方網站 （页面存档备份，存于） - 角川Sneaker文庫（日語）
- 漫畫官方網站 （页面存档备份，存于） - Young Ace UP（日語）
- 電視動畫官方網站 （页面存档备份，存于）（日語）